# Suh Hoon

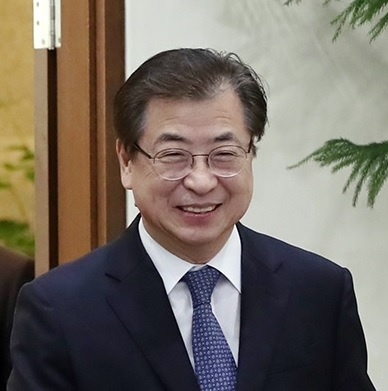
Suh Hoon (2018)

Suh Hoon (Koreanisch: 서훈 Hanja: 徐薰; * 6. Dezember 1954 in Seoul) ist ein ehemaliger Direktor des südkoreanischen Nachrichtendienstes NIS und aktueller Direktor des Nationalen Sicherheitsrats.

## Leben und Karriere
Suh studierte Pädagogik an der Seoul-Universität, erhielt seinen Master-Abschluss in Internationalen Beziehungen an der Johns Hopkins University und promovierte an der Dongguk Universität im Bereich der Politikwissenschaft. 
Er arbeitete von 1980 bis 2008 für den NIS bzw. seinen Vorläufer und stieg bis zum stellvertretenden Direktor des Instituts auf, dabei saß er 1996  der KEDO (Korean Peninsula Energy Development Organization) vor. Während der Roh Moo-hyun-Regierung war er Leiter der Abteilung für Nordkoreastrategie, bevor er zum stellvertretenden Direktor aufstieg. Danach ging er in den Ruhestand und lehrte zeitweise an der Ewha-Frauenuniversität Nordkoreastudien.
2017 berief der neu gewählte Präsident Moon Jae-in ihn zum neuen Direktor des NIS. Beim dritten innerkoreanischen Gipfeltreffen zwischen Moon Jae-in und Kim Jong-un im darauffolgenden Jahr spielte er eine Schlüsselrolle, insbesondere war er für die Zusammenarbeit mit dem Amtskollegen aus dem Norden, Kim Yong-chol, zuständig. So erreichte er beispielsweise die Teilnahme Nordkoreas an den Olympischen Winterspielen 2018 in Pyeongchang und mehrere weiterführende Treffen zwischen den hochrangigen Vertretern auf beiden Seiten. Im März 2020 trat er der Gemeinsamen Demokratischen Partei bei, vier Monate später wurde er als Nachfolger des Chung Eui-yong zum Direktor des Nationalen Sicherheitsrats ernannt. 